# Les Crados, le film
 (décembre 2023).
Pour plus de détails, voir Fiche technique et Distribution.
Les Crados, le film (The Garbage Pail Kids Movie) est un film américain réalisé par Rod Amateau, sorti en 1987.

## Fiche technique
- Titre : Les Crados, le film
- Titre original : The Garbage Pail Kids Movie
- Réalisation et production : Rod Amateau
- Scénario : Rod Amateau et Melinda Palmer
- Photographie : Harvey Genkins
- Montage : Leon Carrere et M. Edward Salier
- Musique : Michael Lloyd
- Pays d'origine : États-Unis
- Format : Couleurs - 1,85:1 - Mono
- Genre : Comédie, fantastique et film musical
- Durée : 97 minutes
- Date de sortie : 1987

## Distribution
- Anthony Newley : le captaine Manzini
- Mackenzie Astin (en) : Dodger
- Katie Barberi : Tangerine
- Ron MacLachlan : Juice
- J.P. Amateau (le fils du réalisateur) : Wally
- Marjory Graue : Blythe
- John Herman Shaner : l'officier de police
- Patty Lloyd : la mère adoptive
- John Cade : le barman
- Lynn Cartwright : l'animatrice du défilé de mode

### Les Crados
- Phil Fondacaro : Greaser Greg
  - Jim Cummings : la voix de Greaser Greg
- Debbie Lee Carrington : Valerie Vomit
- Kevin Thompson : Ali Gator
- Robert Bell : Foul Phil
  - Chloe Amateau, la fille du réalisateur, : la voix Foul Phil
- Larry Green : Nat Nerd
  - Jim Cummings : la voix de Nat Nerd
- Arturo Gil : Windy Winston
- Sue Rossitto : Messy Tessie
  - Teri Benaron : la voix Messy Tessie

## Distinctions
- 3 nominations aux Razzie Awards en 1987 :
  - Pire révélation (Les Crados)
  - Pire chanson originale (Michael Lloyd)
  - Pire effets spéciaux / effets visuels (John Buechler)